# Vic Tennis Taula
El Vic Tennis Taula, conegut com Girbau Vic TT per motius de patrocini, és un club català de tennis taula de la ciutat de Vic, fundat l'any 1978.
Entre 1946 i 1950 existí a la ciutat el Club 21 Vic, que participà en competicions federades. Entre 1969 i 1978 el tennis taula formà part d'una secció del CB Vic, també federat. L'actual Vic TT va ser fundat l'1 de setembre de 1978. L'equip masculí assolí quatre ascensos consecutius entre 1986 i 1991 que el portaren a la divisió d'honor estatal masculina. El 1991/92, l'equip femení també assolí l'ascens a la divisió d'honor estatal.
Des d'aleshores l'equip femení és el que millors èxits ha assolit. El 1997/98 guanyà la lliga estatal. El 2000/2001 i el 2001/2002 guanyà la Copa de la Reina. La temporada 2006/2007 fou una de les millors del club, proclamant-se campió de Catalunya, de la lliga espanyola, de la Copa de la Reina i subcampió de la Copa ETTU europea en categoria femenina. A més, l'equip masculí assolí l'ascens a la divisió d'honor estatal. A més ha estat nombrosos cops campió de Catalunya.